# Mirna Jukić
Mirna Jukić (Novi Sad, 9 aprile 1986) è un'ex nuotatrice croata naturalizzata austriaca.
Specializzata nella rana, è nata in Serbia. Nel 1999 si è trasferita in Austria, ottenendone la cittadinanza.

## Palmarès
- Giochi olimpici

Pechino 2008: bronzo nei 100m rana.
- Mondiali

Montreal 2005: bronzo nei 200m rana.
Roma 2009: bronzo nei 200m rana.
- Mondiali in vasca corta

Mosca 2002: bronzo nei 200m rana.
- Europei

Berlino 2002: oro nei 200m rana.
Madrid 2004: oro nei 200m rana e bronzo nei 100m rana.
Eindhoven 2008: oro nei 100m rana, argento nei 200m rana e bronzo nei 50m rana.
- Europei in vasca corta

Anversa 2001: argento nei 100m rana e nei 200m rana.
Riesa 2002: oro nei 200m rana e argento nei 100m rana.
Dublino 2003: oro nei 200m rana e bronzo nei 100m rana.
Vienna 2004: argento nei 100m rana e nei 200m rana.
Debrecen 2007: argento nei 100m rana e nei 200m rana.
Fiume 2008: argento nei 200m rana e bronzo nei 100m rana.
- Universiadi

Bangkok 2007: bronzo nei 100m rana.
- Europei giovanili

Malta 2001: oro nei 50m rana, nei 100m rana e nei 200m rana.
Linz 2002: oro nei 100m rana e nei 200m rana.